# Alexander Mutiso Munyao
Alexander Mutiso Munyao, född 10 september 1996, är en kenyansk friidrottare som tävlar i fokuserar på maratonlöpning.

## Karriär
Alexander Mutiso Munyao har bland annat vunnit London Marathon. 2024 tog han hem segern med tiden 2:04:01. Han är uttagen att tävla vid OS 2024.